# Seerenbach (Wilde Weißeritz)
Die Seerenbach ist ein linker Zufluss zur Wilden Weißeritz im Tharandter Wald bei Dorfhain, Sachsen. 

## Verlauf
Die Seerenbach entspringt nördlich des Pfarrbusches am Nordwesthang der Neuklingenberger Höhe (476 m) bei Klingenberg im Erzgebirgsvorland. Auf seinen ersten 1,2 Kilometern wird der Bach mit nordöstlicher Richtung verrohrt durch die Felder und Wiesen zwischen Klingenberg und der Kolonie Sachsenhof geleitet, am Südrand des Tharandter Waldes tritt er zu Tage. Danach fließt der Seerenbach westlich des Steinberges (426 m) auf der Gemarkung Grillenburg durch das Waldgebiet nach Norden. Nordwestlich von Kleindorfhain wird der Bach im Seerenteich gestaut. Unterhalb des Teiches nimmt der Bach östliche Richtung und fließt am südlichen Fuße des Markgrafensteins (414 m) in einem Kerbtal über die Gemarkung von Dorfhain. Die Seerenbach bildet auf diesem Abschnitt die Südgrenze des Tharandter Waldes. Nach 6,6 km mündet die Seerenbach an der Spitze bei Kleindorfhain in die Wilde Weißeritz.
Durch das Seerenbachtal führt die Bahnstrecke Dresden–Werdau mit starkem Anstieg aus dem Weißeritztal in das Erzgebirgsvorland.

## Zuflüsse
- Floßwasserkanal (l)
- Kerbenbach (l)
- Seiffenbach (l)

## Geschichte
Nachdem Herzog Georg der Bärtige 1521 zum Schutz der stark geschädigten Wälder um Dresden befohlen hatte, den Holzbedarf der Stadt vor allem aus dem Tharandter Wald und dem Osterzgebirge zu decken, wurde zunächst die Weißeritz zur Flößerei des Brenn- und Scheitholzes genutzt. Ab 1615 entstanden oberhalb von Tharandt über dem Tal der Wilden Weißeritz mehrere Floßholzabwürfe, von denen das Holz ins Tal geworfen wurde: das Hüttenlos und das Georgenlos lagen in der Nähe von Edle Krone, das Bellmanns Los über der Einmündung des Tiefen Grundes.
1717 wurde die Seerenbach für die Flößerei ausgebaut. Von der Triebisch zur Seerenbach wurden mehrere Floßgräben angelegt. Einer führte vom X-Hübel in den Großen Floßteich▼ am Zweiten Hübel, der andere vom X-Bach vorbei am Güntherkreuz durch den Saugrund in den Kleinen Floßteich▼ am A-Hübel. Ein weiterer kleiner Floßteich▼ befand sich nördlich von Kleindorfhain in einem rechten Seitental. 1718 wurde auf der Seerenbach erstmals Holz geflößt. 1828 wurde auf einer alten Teichstätte mit dem Seerenteich ein großer Floßteich angelegt.
Zwischen 1859 und 1862 wurde durch das Seerenbachtal die Eisenbahnstrecke von Tharandt nach Freiberg angelegt. Der Große Floßteich wurde wegen des Eisenbahnbaus abgegraben. 1872 wurde letztmals Holz auf der Seerenbach geflößt. Drei Jahre später wurde die gesamte Weißeritzflößerei aufgegeben, da der Holztransport mit der Eisenbahn vorteilhafter war.
Von den Floßteichen existieren nur noch der Seerenteich sowie der nach 1990 als Biotop wiederhergestellte Kleine Floßteich.